# Valentin Stănescu
Valentin Stănescu (Bucarest, 20 de novembre de 1922 - 4 d'abril de 1994) fou un futbolista romanès de la dècada de 1940 i entrenador de futbol.
Fou internacional amb la selecció de Romania el 1947. Com a entrenador destacà als clubs Steaua, Rapid i Dinamo Bucharest, així com a la selecció de Romania.